# Laroche-Saint-Cydroine
Laroche-Saint-Cydroine é uma comuna francesa na região administrativa de Borgonha-Franco-Condado, no departamento de Yonne. Estende-se por uma área de 8,97 km². Em 2010 a comuna tinha 1 279 habitantes (densidade: 142,6 hab./km²).